# Tatrzańska (gmina)
Gmina Tatrzańska – dawna gmina wiejska (1992–94 miejsko-wiejska) istniejąca w latach 1977–1994 na terenie ówczesnego województwa nowosądeckiego. Siedzibą władz gminy było Zakopane, stanowiące w latach 1977–91 odrębną gminę miejską.
Gmina Tatrzańska powstała 1 lipca 1977 jako gmina wiejska z natępujących obszarów: 
- całej zniesionej gminy Poronin (sołectw Małe Ciche, Murzasichle i Poronin oraz górskiej części wsi Brzegi, stanowiącej odrębne sołectwo),
- sołectw Dzianisz, Kościelisko i Witów ze zniesionej gminy Kościelisko-Witów[6],
- sołectw Bustryk, Suche i Ząb z gminy Biały Dunajec,
- oraz sołectwa Nowe Bystre z gminy Czarny Dunajec[7].

W takim kształce, gmina Tatrzańska była gminą obwarzankową, okalającą od trzech stron (zachodu, północy i wschodu) Zakopane, które do końca 1991 stanowiło odrębną gminę miejską. Od północy gmina Tatrzańska graniczyła z gminami: Czarny Dunajec (sołectwami Chochołów, Ciche, Ratułów i Czerwienne), Biały Dunajec (sołectwami Sierockie, Biały Dunajec i Gliczarów Górny) i Bukowina Tatrzańska (sołectwami Bukowina Tatrzańska i Brzegi). Od zachodu, południowego zachodu, wschodu i południowego wschodu graniczyła z Czechosłowacją (od 1993 ze Słowacją).
1 stycznia 1992 od gminy Tatrzańskiej odłączono górską część przedzielonej wsi Brzegi (4358,70 ha), włączając ją do gminy Bukowina Tatrzańska, gdzie została połączona z główną częścią Brzegów. Gmina utraciła przez to wschodnią granicę z Czechosłowacją w rejonie Łysej Polany aż po Rysy. Tego samego dnia do gminy Tatrzańskiej wcielono miasto Zakopane, przez co jednostka przekształciła się z gminy wiejskiej w gminę miejsko-wiejską. Powierzchnia gminy zwiększyła się netto do 358,13 km², a ludność o 29 tys., do około 48 tys. mieszkańców. W takiej odsłonie gmina pozostała przez trzy ostatnie lata jej istnienia.
Ostatecznie gmina Tatrzańska została zlikwidowana 30 grudnia 1994, a z jej obszaru wydzielono:
- gminę miejską Zakopane;
- gminę wiejską Kościelisko – nowa gmina Kościelisko objęła sołectwa Dzianisz, Kościelisko i Witów, które należały w latach 1973–76 do gminy Kościelisko-Witów, lecz nie objęła Chochołowa, który pozostał w gminie Czarny Dunajec;
- gminę wiejską Poronin – nowa gmina Poronin objęła obszar znacznie większy w porównaniu z tym z lat 1973–77. Oprócz sołectw Małe Ciche, Murzasichle i Poronin, należących dawniej do gminy Poronin, gmina objęła także sołectwa Bustryk, Suche i Ząb (które włączono w 1977 roku do gminy Tatrzańskiej z gminy Biały Dunajec) oraz sołectwo Nowe Bystre (które włączono w 1977 roku do gminy Tatrzańskiej z gminy Czarny Dunajec). Tak ustanowione granice nadały gminie Poronin jej współczesny specyficzny „rogalikowy” kształt.